# زهریری د بهرا

نشریه زاهر یرادی باهرا

زهریری د بهرا (پرتو نور)(۱۹۱۸-۱۸۴۹) نخستین نشریهٔ غیرفارسی ایران و دومین نشریهٔ این کشور است. این واژه به معنای پرتو روشنایی است. «زاهر یرادی باهرا» به سال ۱۲۶۵ (قمری)، یعنی ۱۳ سال پس از کاغذ اخبار (نخستین نشریهٔ ایران)، در شهر ارومیه به زبان و دبیرهٔ آسوری توسط مدیر و آموزگاران مدرسهٔ آمریکایی ارومیه منتشر شد.

## تأسیس
این نشریه همچنین نخستین نشریهٔ ایران است که در یک مکان آموزشی منتشر شد.
سردبیر این نشریه یک کشیش و مبلغ مذهبی پروتستان به نام جاستین پرکینز بود. وی همان کسی است که نخستین مدرسه مدرن ایران را در عهد محمدشاه قاجار در ارومیه برای آسوریان بنیان نهاد.

## درون‌مایه
«زاهر یرادی باهرا» مطالب بسیاری پیرامون مدرسه و آموزش و پرورش کودکان و نوجوانان داشت و ازاین‌رو بسیار مورد استفادهٔ دانش‌آموزان مدرسه آمریکایی ارومیه قرار می‌گرفت.
نشریه در ۲ تا ۴ صفحه انتشار می‌یافت قطع آن بارها تغییر کرده ولی قطع نخستین آن ۲۵*۴۰ بوده‌است و نشر آن ۶۹ سال ادامه یافته‌است.
" زاهریر دباهرا " مطالب بسیاری پیرامون مدرسه و آموزش و پرورش کودکان و نوجوانان داشت و ازاین رو بسیار مورد استفاده دانش آموزان قرار می‌گرفت. با انتشار روزنامه "زاهریر دباهراً لغات و کلمات جدیدی متداول گردید و مردم به مسائل جدیدی آشنایی یافتند که تا آن موقع حتی به گوششان نرسیده بود. یکی از راه‌های نفوذ فرهنگ غرب، رواج همین کلمات و اصطلاحات بود.
با وجود انتشار طولانی مدت آن نسخه ای از آن در آرشیوهای ایران یافت نمی‌شود چرا که توزیع روزنامه برای گروه کوچکی از آسوریان بوده‌است. دکتر ناصرالدین پروین دربارهٔ این که هیچ دوره ای از «زاهریر دباهرا» را آسوریان ایران نگهداری نکرده‌اند، می‌نویسد: «به سبب بی علاقه گی اکثریت نسطوری مذهب و اقلیت کاتولیک ارتدوکس این قوم به آن روزنامه پروتستان بوده‌است ومدارک دیگر نیز این مطلب را تایید می‌کند.»